# Ільяс Зейтуллаєв
Ільяс Зейтуллаєв (нар. 13 серпня 1982, Ангрен, Узбецька РСР) — узбецький футболіст та тренер, виступав на позиції півзахисника та нападника. Більшу частину кар'єри провів у клубах італійської Серії B та Леги Про Пріма Дівізіоне (раніше мала назву Серія C1).

## Клубна кар'єра
Народився в узбецькому місті Ангрен, в юному віці виїхав до Італії. Професіональну кар'єру розпочав в юніорській команді «Ювентуса» разом з Сергієм Коваленком та Віктором Будянським. 10 серпня 2001 року підписав з клубом 5-річний контракт. До складу «Юве» разом з Сергієм Коваленком приєднався в лютому 2002 року, після завершення терміну оренди з московським «Спортакадемклубом» (в команді виступав з тринадцятирічного віку). Туринський клуб заплатив 450 000 доларів за право викупу контракту цього тандему. Зіграв в обох матчах Кубку Італії 2001/02 проти «Сампдорії».

### «Реджина» та оренди
Закінчивши навчання в молодіжній команді «Ювентусу» у червні, ані Ільяс, ані Віктор, ані Сергій не стали гравцями першої команди. Спочатку ІФФ заявила, що їх дворічні контракти не відповідають правилам, тому скасувала їх дію. Федерація заявила, що клуб має право укладати молодіжні контракти з максимальним терміном на три роки. Окрім цього гравець з-поза меж країн ЄС не міг продовжити контракт з клубом. Таким чином обидва гравці стали вільними агентами. Однак, після скарги клубу апеляційний комітет заявив, що легіонер може підписати професіональний контракт незалежно від свого віку, а правила ІФФ захищають лише вітчизняних юних гравців, які можуть підписати контракт терміном на понад три роки лише після досягнення повноліття. У січні 2005 року «Стара синьйора» віддала обох гравців у співволодіння за 1 мільйон євро до «Реджини».
У Серії А дебютував 19 березня 2005 року в програному (0:1) поєдинку проти «Ювентуса». Ільяс вийшов на поле на 75-й хвилині, замінивши Марко Борріелло. У червні 2005 року Ювентус викупив Віктора Будянського за 500 000 євро, а «Реджина» за аналогічну суму отримала всі права на Зейтулаєва.
У сезоні 2005/06 років за «Реджину» не грав, тому вже в січні 2006 року відправився в оренду до «Кротоне» з Серії B. У сезоні 2006/07 років знову виступав в оренді, цього разу в «Дженоа» та «Віченці» з Серії B (в обмін на Івана Кастілью).

### Лега Про Пріма Дивізіоне
У липні 2007 року приєднався до «Верони» з Серії C1. Проте після невдалого сезону перейшов вільним агентом до «Пескари». У новій команді швидко став гравцем основи.
У серпні 2009 року перейшов вільним агентом до «Віртус Ланчано», підписавши трирічний контракт. У своєму дебютному сезоні в новій команді зіграв у 14 матчах чемпіонату, проте в сезоні 2010–11 років виходив в основному складі команди у 5 поспіль матчах, як один з нападників у тактичній схемі 4-3-3, разом з Луїсом Габріелем Сацилото, де його партнерами були Умберто Імпрота та Франческо Ді Дженнаро.

### Завершення кар'єри
У січні 2014 року підписав контракт з «Торіно». Однак цей трансфер було здійснено виключно з метою заповнення квоти для гравців з-поза меж ЄС.
4 лютого 2014 року Ільяс відправився в оренду до хорватського клубу «Гориця». Під час цього ж трансферного вікна «Торіно» підписав Марко Вешовича з сербського чемпіонату.
Отримав тренерську ліцензію категорії B, з 2014 року — тренер юнацької команди клубу «Купелло». 26 вересня 2015 року підписав контракт гравця з «Купелло», який виступає в Еччеленца Абруцці.
У 2019 році завершив кар'єру.

## Кар'єра в збірній
Виступав у юнацькій збірній Узбекистану U-17. У складі молодіжної збірної Узбекистану U-20 брав участь у молодіжному чемпіонаті світу 2003 року. Також у складі національної збірної Узбекистану грав у кваліфікації до чемпіонату світу 2002 року, кубку Азії 2004 року та в кваліфікації до кубку Азії 2007 року. У березні 2007 року отримав виклик до національної збірної на товариські матчі перед стартом Кубку Азії. У березні 2009 року знову отримав виклик до національної команди на поєдинки кваліфікації до чемпіонату світу 2010 року, проте в жодному з них не зіграв. Загалом же за збірну Узбекистану зіграв 10 матчів, в яких відзначився двома голами.

## Стиль гри
Дуже пластичний правофланговий футболіст, який вмів пристосовуватися до різних повідігравалзахисті, рідко відігравав роль лівого флангового нападника, відзначався хорошими націленими передачами.

## Особисте життя
За походженням — кримський татарин. Володіє кримськотатарською, узбецькою, російською, італійською та англійською мовами.
Одружений з італійкою, має двох дітей. Сповідує протестантизм.

## Статистика виступів

### Клубна
Станом на 26 вересня 2015.
| Сезон                       | Команда                     | Чемпіонат                   | Чемпіонат | Чемпіонат | Нац. кубок | Нац. кубок | Нац. кубок | Конт. кубок | Конт. кубок | Конт. кубок | Ін. кубки | Ін. кубки | Ін. кубки | Загалом | Загалом |
| Сезон                       | Команда                     | Змаг.                       | Матчі     | Голи      | Змаг.      | Матчі      | Голи       | Змаг.       | Матчі       | Голи        | Змаг.     | Матчі     | Голи      | Матчі   | Голи    |
| --------------------------- | --------------------------- | --------------------------- | --------- | --------- | ---------- | ---------- | ---------- | ----------- | ----------- | ----------- | --------- | --------- | --------- | ------- | ------- |
| 2001-2002                   | «Ювентус»                   | A                           | 0         | 0         | КІ         | 2          | 0          | ЛЧУ         | 0           | 0           | -         | -         | -         | 2       | 0       |
| 2002-2003                   | «Ювентус»                   | A                           | 0         | 0         | КІ         | 0          | 0          | ЛЧУ         | 0           | 0           | СІ        | 0         | 0         | 0       | 0       |
| 2003-2004                   | «Ювентус»                   | A                           | 0         | 0         | КІ         | 0          | 0          | ЛЧУ         | 0           | 0           | СІ        | 0         | 0         | 0       | 0       |
| 2004-січ. 2005              | «Ювентус»                   | A                           | 0         | 0         | КІ         | 0          | 0          | ЛЧУ         | 0           | 0           | -         | -         | -         | 0       | 0       |
| Усього за «Ювентус»         | Усього за «Ювентус»         | Усього за «Ювентус»         | 0         | 0         |            | 2          | 0          |             | 0           | 0           |           | 0         | 0         | 2       | 0       |
| січ.-чер. 2005              | «Реджина»                   | A                           | 2         | 0         | КІ         | -          | -          | -           | -           | -           | -         | -         | -         | 2       | 0       |
| 2005-січ. 2006              | «Реджина»                   | A                           | 2         | 0         | КІ         | 1          | 0          | -           | -           | -           | -         | -         | -         | 3       | 0       |
| Усього за «Реджину»         | Усього за «Реджину»         | Усього за «Реджину»         | 4         | 0         |            | 1          | 0          |             | -           | -           |           | -         | -         | 5       | 0       |
| січ.-чер. 2006              | «Кротоне»                   | B                           | 13        | 3         | КІ         | -          | -          | -           | -           | -           | -         | -         | -         | 13      | 3       |
| 2006-січ. 2007              | «Дженоа»                    | B                           | 12        | 0         | КІ         | 2          | 0          | -           | -           | -           | -         | -         | -         | 14      | 0       |
| січ.-чер. 2007              | «Віченца»                   | B                           | 6         | 0         | КІ         | -          | -          | -           | -           | -           | -         | -         | -         | 6       | 0       |
| 2007-2008                   | «Верона»                    | C1                          | 13+2      | 1+1       | КІ-C       | 3          | 2          | -           | -           | -           | -         | -         | -         | 18      | 4       |
| 2008-2009                   | «Пескара»                   | ПД                          | 28        | 7         | КІ+КІ-C    | 2          | 1          | -           | -           | -           | -         | -         | -         | 30      | 8       |
| 2009-2010                   | «Віртус Ланчано»            | ПД                          | 14        | 0         | КІ-ЛП      | 3          | 0          | -           | -           | -           | -         | -         | -         | 17      | 0       |
| 2010-2011                   | «Віртус Ланчано»            | ПД                          | 28        | 1         | КІ         | 2          | 0          | -           | -           | -           | -         | -         | -         | 30      | 1       |
| 2011-2012                   | «Віртус Ланчано»            | ПД                          | 5+1       | 0         | КІ         | 0          | 0          | -           | -           | -           | -         | -         | -         | 6       | 0       |
| 2012-2013                   | «Віртус Ланчано»            | B                           | 5         | 0         | КІ         | 1          | 0          | -           | -           | -           | -         | -         | -         | 6       | 0       |
| Загалом за «Віртус Ланчано» | Загалом за «Віртус Ланчано» | Загалом за «Віртус Ланчано» | 52+1      | 1         |            | 6          | 0          |             | -           | -           |           | -         | -         | 59      | 1       |
| січ.-лют. 2014              | «Торіно»                    | A                           | -         | -         | КІ         | -          | -          | -           | -           | -           | -         | -         | -         | 0       | 0       |
| лют.-лип. 2014              | «Гориця»                    | 2.ХНЛ                       | 6         | 0         | КС         | -          | -          | -           | -           | -           | -         | -         | -         | 6       | 0       |
| вер. 2015-                  | «Купелло»                   | Ечч                         | 0         | 0         | -          | -          | -          | -           | -           | -           | -         | -         | -         | 0       | 0       |
| Усього за кар'єру           | Усього за кар'єру           | Усього за кар'єру           | 134+3     | 12+1      |            | 16         | 3          |             | 0           | 0           |           | 0         | 0         | 153     | 16      |

### У збірній
| Дата       | Місто     | Господарі   | Результат | Гості             | Турнір                     | Голи | Примітки |
| ---------- | --------- | ----------- | --------- | ----------------- | -------------------------- | ---- | -------- |
| 7-5-2001   | Амман     | Йорданія    | 1 – 1     | Уругвай           | Відбір до ЧС 2002          | -    |          |
| 8-9-2001   | Ташкент   | Узбекистан  | 5 – 0     | Оман              | Відбір до ЧС 2002          | -    | 71'      |
| 21-8-2002  | Баку      | Азербайджан | 2 – 0     | Узбекистан        | товариський матч           | -    |          |
| 30-4-2003  | Ташкент   | Узбекистан  | 1 – 2     | Білорусь          | товариський матч           | -    | 75'      |
| 22-7-2004  | Ченду     | Узбекистан  | 1 – 0     | Саудівська Аравія | Кубок Азії 2004 - 1º turno | -    | 60'      |
| 26-7-2004  | Чунцін    | Узбекистан  | 1 – 0     | Туркменістан      | Кубок Азії 2004 - 1º turno | -    | 46'      |
| 11-10-2006 | Читтагонг | Бангладеш   | 0 – 4     | Узбекистан        | Відбір до Кубка Азії 2007  | 1    | 62'      |
| 15-11-2006 | Ташкент   | Узбекистан  | 2 – 0     | Катар             | Відбір до Кубка Азії 2007  | 1    | 71'      |
| 24-3-2007  | Тайбей    | Тайвань     | 0 – 1     | Узбекистан        | товариський матч           | -    | 56'      |
| 27-3-2007  | Тайпа     | КНР         | 3 – 1     | Узбекистан        | товариський матч           | -    | 46'      |
| Усього     |           | Матчів      | 10        |                   | Голів                      | 2    |          |

## Досягнення
«Ювентус»
- Турнір Віареджо
  -  Чемпіон (2): 2003, 2004